# Meilly-sur-Rouvres
Meilly-sur-Rouvres è un comune francese di 185 abitanti situato nel dipartimento della Côte-d'Or nella regione della Borgogna-Franca Contea.

## Società

### Evoluzione demografica
Abitanti censiti